# Karumia staphylinus
Karumia staphylinus is een keversoort uit de familie withaarkevers (Dascillidae). De wetenschappelijke naam van de soort is voor het eerst geldig gepubliceerd in 1925 door Semenov & Martynov.